# アドミラル・ヒッパー級重巡洋艦
アドミラル・ヒッパー級重巡洋艦 (ドイツ語: Schwere Kreuzer der Admiral Hipper Klasse) は、ドイツ海軍の重巡洋艦。5隻が建造され、3隻が就役した。リュッツオウは完工前にソビエト連邦に売却され、ザイドリッツは航空母艦への改装中に建造が中止され、自沈している。なお、ドイツ語の発音に従えばアトミラール・ヒッパー級重巡洋艦と表記されるが、日本では英語読みのアドミラルで呼ばれるのが一般的である。

## 概要

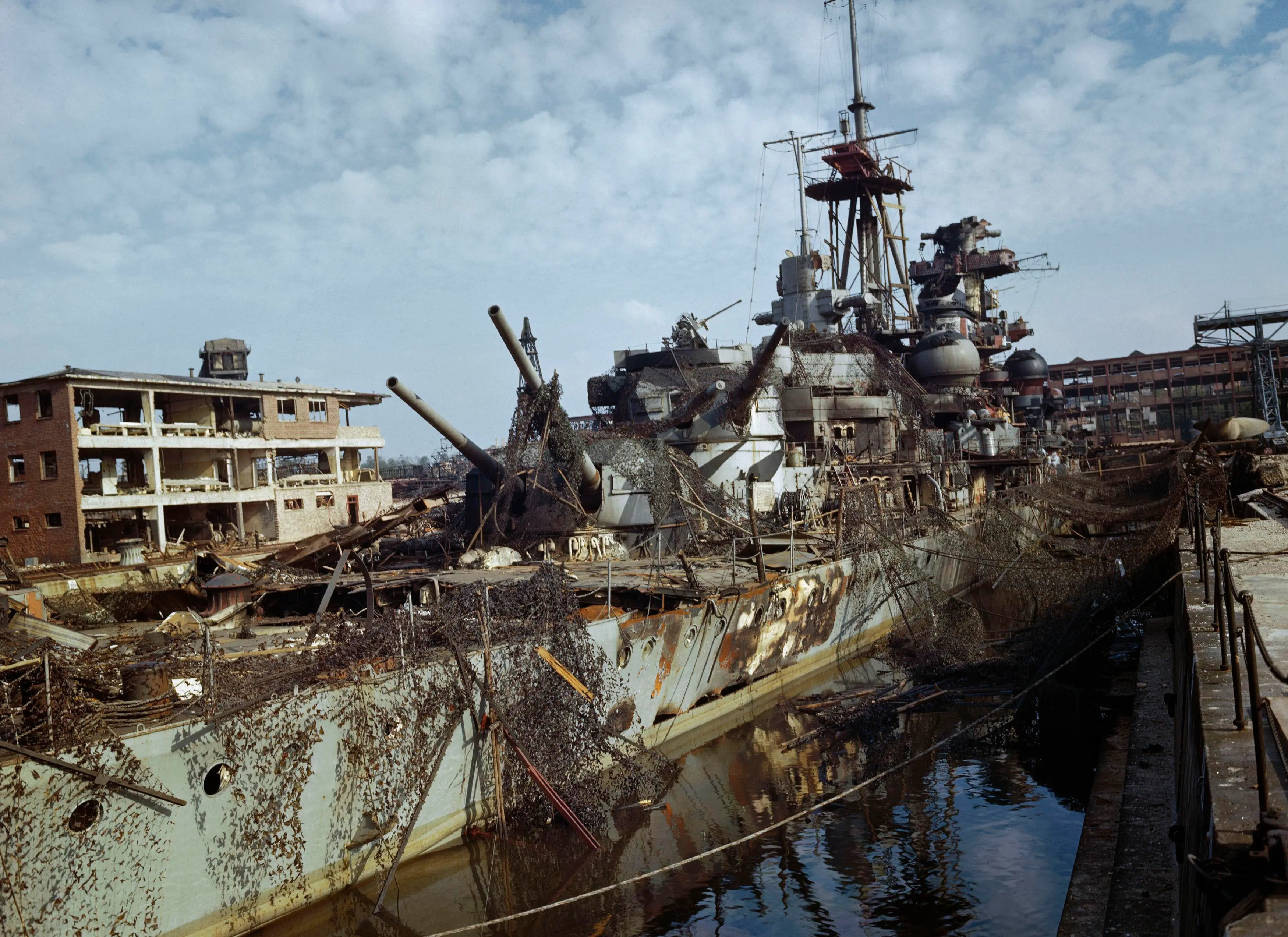
1945年にキールの乾ドックで撮られたアドミラル・ヒッパー

本級はドイツ海軍がヴェルサイユ条約を破棄した後の再軍備を見越した1934年に列強の条約型巡洋艦への対抗艦の模索を開始していた。このクラスの仮想敵としてフランス海軍の条約型重巡洋艦「アルジェリー」に対抗可能な砲威力と新戦艦「ダンケルク級戦艦」からは離脱できる高速性能、加えて大西洋での作戦に参加可能な航続性能が求められていた。
設計当初は排水量を条約の制限下にまとめることを前提に研究が進められ、主砲として様々な口径の砲の搭載が考慮されたが、結局アルジェリーやイギリスのカウンティ級重巡洋艦と同クラスの20.3cm砲8門が選択された。1934年8月にまとめられた研究成果では速力32ノットで80mm程度の防御力を持つ基準排水量10,700トン程度の設計で条約制限を約700トンほど超過していた。
だが、この案を検討した海軍司令長官エーリヒ・レーダーは「攻撃力・防御力ともに不足している」として、対空火器と魚雷兵装の強化を踏まえて、砲塔防御と弾火薬庫部分の防御を強化した案をまとめるように命令した。
この要求性能を叶えるために排水量の増加は避けられず、最終的に基準排水量は条約制限を大幅に上回る14,050トンとなり、満載排水量では約18,000トンを超えるという条約に反した大型巡洋艦となったが、レーダーはこの案を承認して対外的には新型重巡洋艦の排水量はワシントン海軍軍縮条約に準じた10,000トンと発表した。
その後、1935年にイギリスと締結した英独海軍協定によりドイツ海軍では大型艦の建造が可能となり、この設計を元にした2隻が建造を開始した。一番艦アドミラル・ヒッパーは15,000トン近くと前弩級戦艦とほぼ同じ大きさにまでなった。さらに三番艦プリンツ・オイゲン以降も艦の拡大はやまず、未成に終わったとはいえザイドリッツとリュッツォウは満載排水量19,800トンと前大戦時の巡洋戦艦である「フォン・デア・タン」に近い数値にまで肥大していた。1936年度計画において本級の設計を元に6インチ砲を3連装4基12門を持つ軽巡洋艦2隻を建造する予定であったが、同時期にソ連海軍で18cm砲9門をもつキーロフ級巡洋艦の建造が始まったため、これに対抗すべく計画を変更して本級の後期グループ3隻が建造された。

### 実戦での評価
重巡洋艦としては他国の同等の艦に比肩する艦であったが、第二次世界大戦でドイツ海軍が必要とした対地支援及び通商破壊には向いていなかった。対地支援においては、有力ではあったが代償が大きく、1940年の北欧侵攻時にドローバックにおいてブリュッヒャーが撃沈され、1944年にはプリンツ・オイゲンが衝突事故を起こしている。通商破壊戦においては、シャルンホルスト級戦艦やドイッチュラント級装甲艦に随伴可能な航続力を持たず、機関も信頼にかけていることから、不充分な戦果に留まった。

## 艦形
ドイツ海軍の近代巡洋艦で主流であった長船首楼型船体から一転して、艦首から艦尾までが一直線の上甲板で結ばれる平甲板型船体に改められていた。これは複雑な加工を要する船首楼型よりも平甲板型のほうが船殻重量が軽減でき、工事も容易であるためである。また船体中央部は平坦な形状であった。艦隊の構造は縦肋骨方式で船体は水密隔壁により14つのブロックに分けられており、船体の72％が二重底で艦首の水線下はバルバス・バウとなっていた。
各艦の船体サイズの相違は以下の通り
| 艦名                      | 基準排水量 | 満載排水量 | 全長   | 水線長 | 全幅  | 吃水 |
| ------------------------- | ---------- | ---------- | ------ | ------ | ----- | ---- |
| アドミラル・ヒッパー      | 14,050トン | 18,200トン | 202.8m | 195.5m | 21.3m | 7.7m |
| ブリュッヒャー            | ←          | ←          | 203.2m | ←      | 22.0m | 7.2m |
| プリンツ・オイゲン        | 14,680トン | 18,750トン | 207.7m | 199.5m | 21.7m | 7.2m |
| ザイドリッツ リュッツオウ | 14,240トン | 19,800トン | 210.0m | ←      | 21.8m | 7.9m |

### 外観

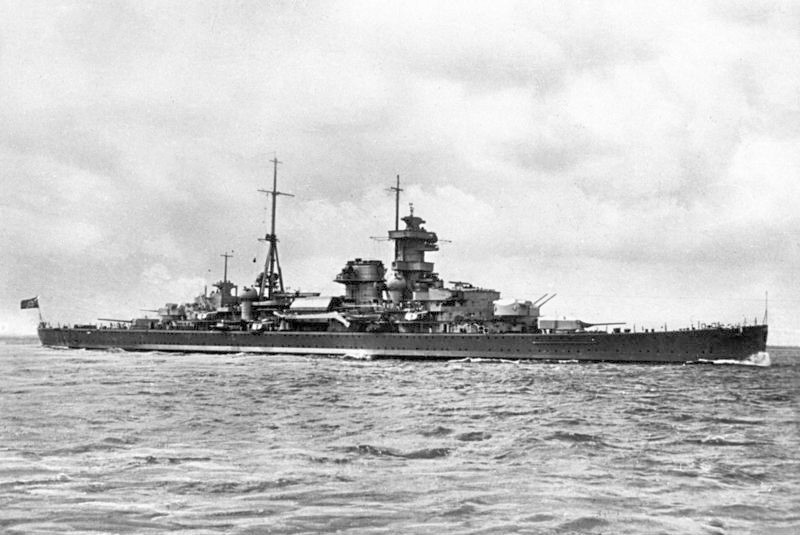
竣工時の「アドミラル・ヒッパー」。ほぼ垂直に近い艦首形状が判る。

艦首形状は竣工直後は「ドイッチュラント級」と同じく垂直に近い形状であったが凌波性が極めて悪く、艦首で割れた波の飛沫が艦橋にまで降りかかるため再度ドック送りになり、艦首構造は上端を強く前方へ傾斜され、強いシアを持つアトランティック・バウへと改装された。この結果を踏まえて建造中だった「ブリュッヒャー」も同形状に改められて竣工した。「プリンツ・オイゲン」では艦首は鋭角のクリッパー型とされた。
艦首甲板から構造を順に記述すれば、本艦は新設計の「SKC/34 20.3cm（60口径）砲」を連装砲塔に納め、1・2番主砲塔を背負い式で2基搭載している。2番主砲塔の基部から上部構造物が始まり、その上には大型の司令塔を内蔵する艦橋が立つ。従来の艦橋構造は「ニュルンベルク」に至るまで軽量な単脚檣を採用していたが、本艦は塔型の構造物の各段に見張り台を設けた塔檣を採用している。これは、同時期に建造されていた「シャルンホルスト級｣や「ビスマルク級｣に意図的に似せるためである。この構造は実戦において大いに効果がありデンマーク海峡海戦にてイギリス艦隊は先頭を走っていたプリンツ・オイゲンをビスマルクと誤認した。
艦橋の背後にずんぐりとした一本煙突が立ち、その側面の舷側甲板上に水上機や艦載艇を運用するためのクレーンが左右に一基ずつ付く。煙突の背後は水上機の運用スペースであるが、並び方で姉妹艦との区別がついた。
煙突の背後に格納庫があり、その後ろにカタパルトを配置するのが前期建造の「アドミラル・ヒッパー」「ブリュッヒャー」、煙突の背後にカタパルトを配置したのが「プリンツ・オイゲン」「ザイドリッツ」「リュッツォウ」である。
船体後部に軽量な三脚型の後部マストが立ち、後部射撃指揮所で上部構造物は終了し、後部甲板上に後部主砲塔が後ろ向きで背負い式で2基配置された。舷側には上下二列に丸い舷窓が並び、水線面を艦首から艦尾付近に至るまで広範囲に覆う装甲帯が貼られる。煙突には煤煙よけのファンネルキャップは装備されていなかったが、1939年の小改装で設置された。
左右の舷側甲板には新設計の「SKC/33 10.5cm（65口径）高角砲」を連装砲架で片舷3基ずつ計6基12門装備した。また、雷装では53.3cm水上魚雷発射管を三連装で片舷2基ずつ計4基12門装備し、駆逐艦並みの雷撃能力を持たせていた。

## 武装

### 主砲

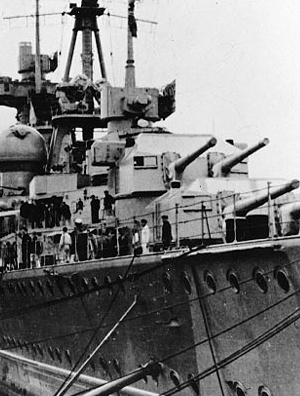
写真は「プリンツ・オイゲン」の後部主砲塔

主砲は新設計の「SKC/34 20.3cm（60口径）砲」を採用した。その性能は122kgという重量級砲弾を仰角37度で33,500mにまで達させた。これは戦艦級の大射程であった。この砲を新設計の連装砲塔に収めた。俯仰能力は仰角37度、俯角は1番砲塔・4番砲塔は9度。2番砲塔・3番砲塔は10度である。旋回角度は単体首尾線方向を0度として左右145度の旋回角度を持つ。主砲身の俯仰・砲塔の旋回・砲弾の揚弾・装填は主に電力で行われ、補助に人力を必要とした。発射速度は毎分4～5発である。本砲は射撃速度が比較的早い上に高初速砲の常として近距離の貫通力が高く、散布界も良好で、ドイツ海軍が想定した近距離～中距離レンジでの戦闘に適した砲であるとドイツ海軍は評価していた。

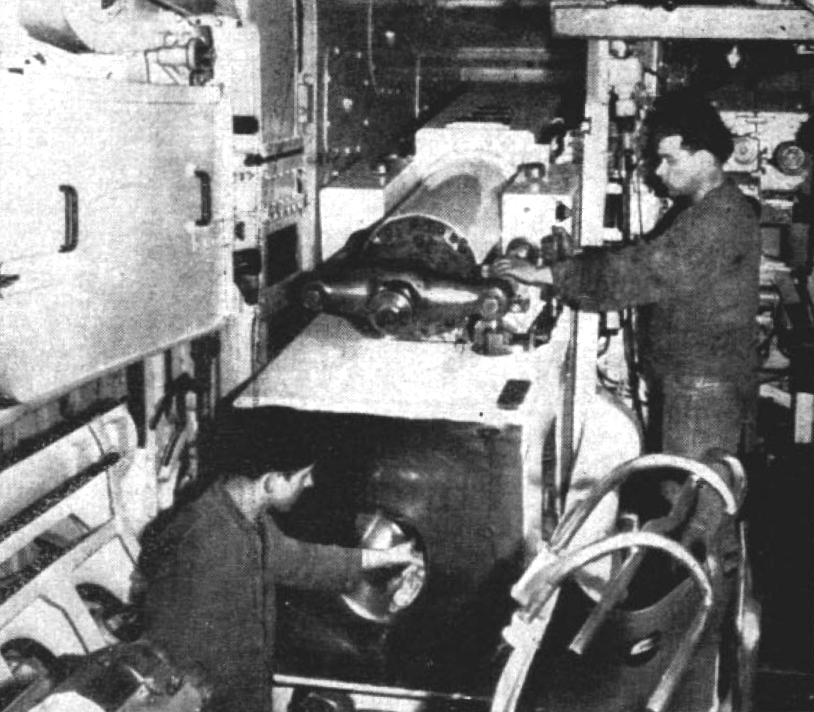
「プリンツ・オイゲン」の主砲内部

### 高角砲、その他の備砲

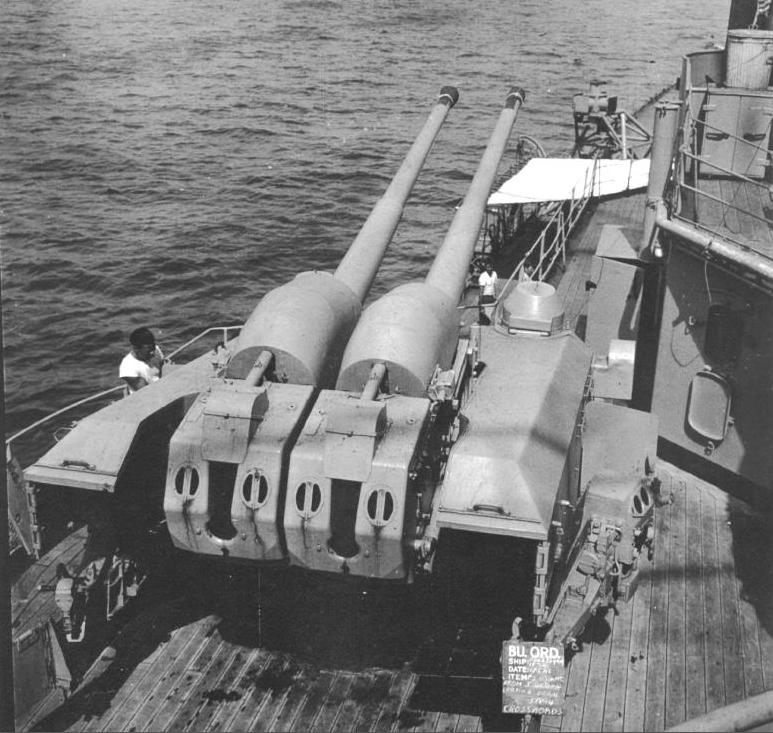
写真は「プリンツ・オイゲン」の10.5cm連装高角砲。

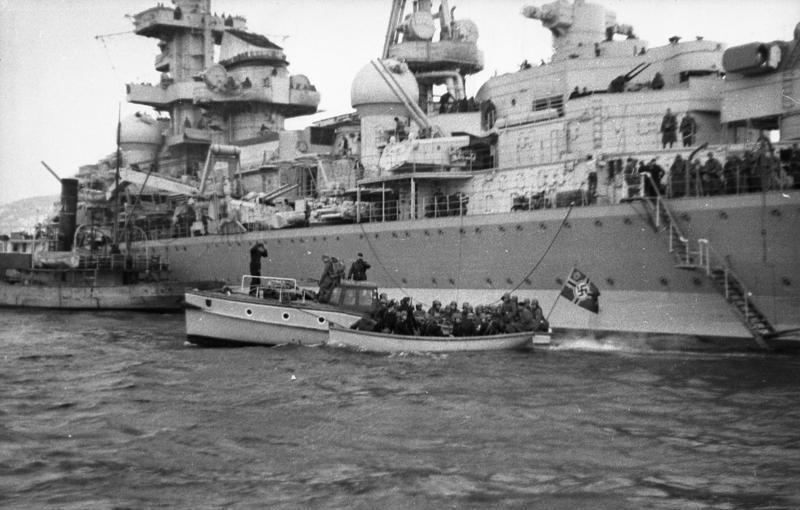
写真は本級の舷側火器

高角砲も新設計の「SKC/33 10.5cm（65口径）高角砲」を採用した。この砲は後に同海軍の「シャルンホルスト級」にも採用された。この砲は15.1kgの砲弾を仰角45度で17,700 m、最大仰角80度で12,500mの高度まで到達させた。旋回と俯仰は電動と人力で行われ、左右方向に360度旋回でき、俯仰は仰角80度、俯角10度であった。発射速度は毎分15～18発だった。同時期の重巡洋艦では平均以上の長距離攻撃能力を持っていた。
他に高角砲をカバーする為に「ラインメタル 3.7cm（83口径）速射砲」を連装砲架で6基、近接火器として「ラインメタル 2cm（65口径）機関砲」を単装砲架で8基搭載するなど、数字上では他国の重巡洋艦の中では良好な対空火力を有しているとドイツ海軍は評価したが、3.7cm機関砲は単発式速射砲で1発撃つごとに砲員が手動装填する形式で、カタログデータ上の毎分20発は実戦では低下することがあり対空火器の能力を改善するため、「Flak 28」としてドイツ海軍も採用していたボフォース4cm（56口径）単装機関砲を1944年以降既存の3.7cm機関砲や2cm機関砲から換装、または新規に増設する形でアドミラル･ヒッパーは20基、プリンツ・オイゲンは18基搭載した。他に雷装では53.3ｃｍ魚雷発射管を三連装で艦橋の側面と後部見張り所の側面に1基ずつ計4基12門を装備するなど、同世代の重巡洋艦の中ではトップクラスの雷装を持っていた。また本級は機雷敷設艦としての能力を持っており、必要に応じて艦尾甲板に軌条を設けて機雷敷設を行う事が出来た。このためアドミラル・ヒッパーのみ実戦でEMC機雷96個を搭載して機雷敷設任務に就いた。

## 機関
第一次世界大戦後のドイツ海軍で「ドイッチュラント級装甲艦」やケーニヒスベルク級軽巡洋艦以降から用いられたディーゼル機関は長大な航続性能を得られたが、代償として巡洋艦に必要不可欠な平時の信頼性と巡航出力が失われた。そこで本級では高速商船で成功していた高圧型のボイラーとタービンを使用する形式に回帰した上で、高速性と長大な巡航性能の両立を試みた。
ボイラーの作動蒸気温度は450度と、列強の採用した各種ボイラーの中でもきわめて高く、重油専焼缶12基に高圧タービン・中圧タービン・低圧タービンの3基をギヤドライブで接続して1セットとして一軸を推進する。これを3セット搭載、最大出力132,000hpを発揮し、最大速力32ノット台を出すことが出来るとされた。なお「ザイドリッツ」と「リュッツオウ」はボイラーの大型化にともない搭載数を12基から9基へと減少した。
各艦の機関の構成は以下の通り
| 艦名                      | ボイラー         | タービン                                           | 最大出力    | 速力       |
| ------------------------- | ---------------- | -------------------------------------------------- | ----------- | ---------- |
| アドミラル・ヒッパー      | ラ・モント式12基 | ブローム・ウント・フォス式ギヤード・タービン3基3軸 | 132,000馬力 | 32.6ノット |
| ブリュッヒャー            | ワグナー式12基   | ←                                                  | 131,821馬力 | 32.8ノット |
| プリンツ・オイゲン        | ラ・モント式12基 | 海軍式ギヤード・タービン                           | 137,500馬力 | 32.2ノット |
| ザイドリッツ リュッツオウ | ラ・モント式9基  | デシマーク式ギヤード・タービン                     | 132,000馬力 | 32.0ノット |

結果的に高温高圧蒸気を使用するボイラーは水管の材質に由来する構造的故障を抱え、複雑なタービン構成はトラブルを起こし、燃費の低減にも失敗したことなどから本級の機関は成功したとは言いがたい物であった。このため、「アドミラル・ヒッパー」の主機関は高速運転を長時間持続する事がドイツの技術力では困難であり、第二グループの「プリンツ・オイゲン」では機関の信頼性向上のため、蒸気圧力を落としたラ・モント式ボイラーを採用したが、やはり竣工時に機関の不調に悩まされ、デンマーク沖海戦においては機関の不調により戦線を離脱せねばならなくなった。このため、就役後に「アドミラル・ヒッパー」と「プリンツ・オイゲン」は技術力に優れるフランスのブレスト海軍工廠で修理を受けるまではカタログデータを発揮する事が出来なかった。
航続性能の要求性能は速力20ノットで6,800海里を航行することであったが、ドイツは第一次世界大戦後に軍艦用の大型タービンの製造が途絶えた事で、列強各国に比べてタービン製造技術に後れを取り、このことが同世代の重巡洋艦に比べて航続性能が悪いことに繋がった。燃料の重油3,050トンを搭載する事が出来たが「アドミラル・ヒッパー」は19ノットで6,500海里と要求性能を下回る結果に終わり、実戦においては大西洋での通商破壊戦で艦隊側から航続性能で不十分であるとの報告がされていた。
ドイツ海軍では、列強近代巡洋艦で広く用いられた機関のシフト配置を採用していない。単純にボイラー缶・タービン機関を前後に並べる「全缶全機配置」である。ボイラー室は艦橋の下から煙突までの範囲を横隔壁2枚で分けられた3室であった。1室あたりボイラーは並列に4基が配置され、3室で計12基のボイラーを搭載した。その後ろに推進機関を収める機械室が2室に分けられており、艦首側が外軸側のタービン室で、艦尾側が中央軸側のタービン室であった。

## 防御
本級の防御様式は「ドイッチュラント級装甲艦」を元にしているが舷側の傾斜装甲が垂直防御に含まれている点が異なる。舷側の水線部装甲帯は80mmの装甲板を内側に12.5度傾けた状態で装着されている。水線部装甲は高さ3.7mがあり1番主砲塔から4番主砲塔までの広範囲を防御する全体防御様式であった。主甲板は平坦部が30mm、傾斜部が50mmであるが傾斜装甲は舷側装甲と接続して垂直防御を補うことができた。艦首防御は艦首から1番主砲塔の側面までが20mmから40ｍｍの装甲で覆われ、艦尾防御は4番主砲塔から舵機室までの範囲に高さ2.75mの70mm装甲で覆われていた。主砲塔は前盾が160mmで側面部は70mm、天蓋部は80mmであった。バーベット部は80mmであった。司令塔は側盾が150mmで天蓋が50mmであった。

水線下の対水雷防御は水線下に装着されたバルジと艦内の水密区画が一層の二層構造である。実戦において「アドミラル・ヒッパー」がバレンツ海海戦において6インチ砲弾2発を被弾したが、そのうち1発を被弾した際に機関部に約1,000トンの浸水を受けた事例がある。。

## 同型艦
| 艦名                                   | 起工           | 進水          | 就役          | 結果                                       |
| -------------------------------------- | -------------- | ------------- | ------------- | ------------------------------------------ |
| アドミラル・ヒッパー（Admiral Hipper） | 1935年7月6日   | 1937年2月6日  | 1939年4月29日 | 1945年5月2日、自沈                         |
| ブリュッヒャー（Blücher）              | 1935年8月15日  | 1937年6月8日  | 1939年9月20日 | 1940年4月9日、撃沈                         |
| プリンツ・オイゲン（Prinz Eugen）      | 1936年4月23日  | 1938年8月22日 | 1940年8月1日  | 1946年12月22日、原爆実験の標的艦となり沈没 |
| ザイドリッツ（Seydlitz）               | 1936年12月29日 | 1939年1月19日 | -             | 1945年4月10日、自沈                        |
| リュッツオウ（Lützow）                 | 1937年2月8日   | 1939年1月7日  | -             | 1940年5月売却、1950年解体                  |

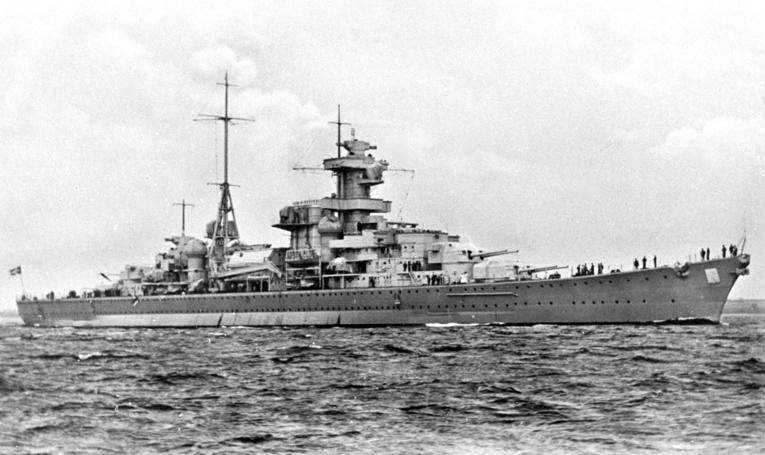
ブリュッヒャー
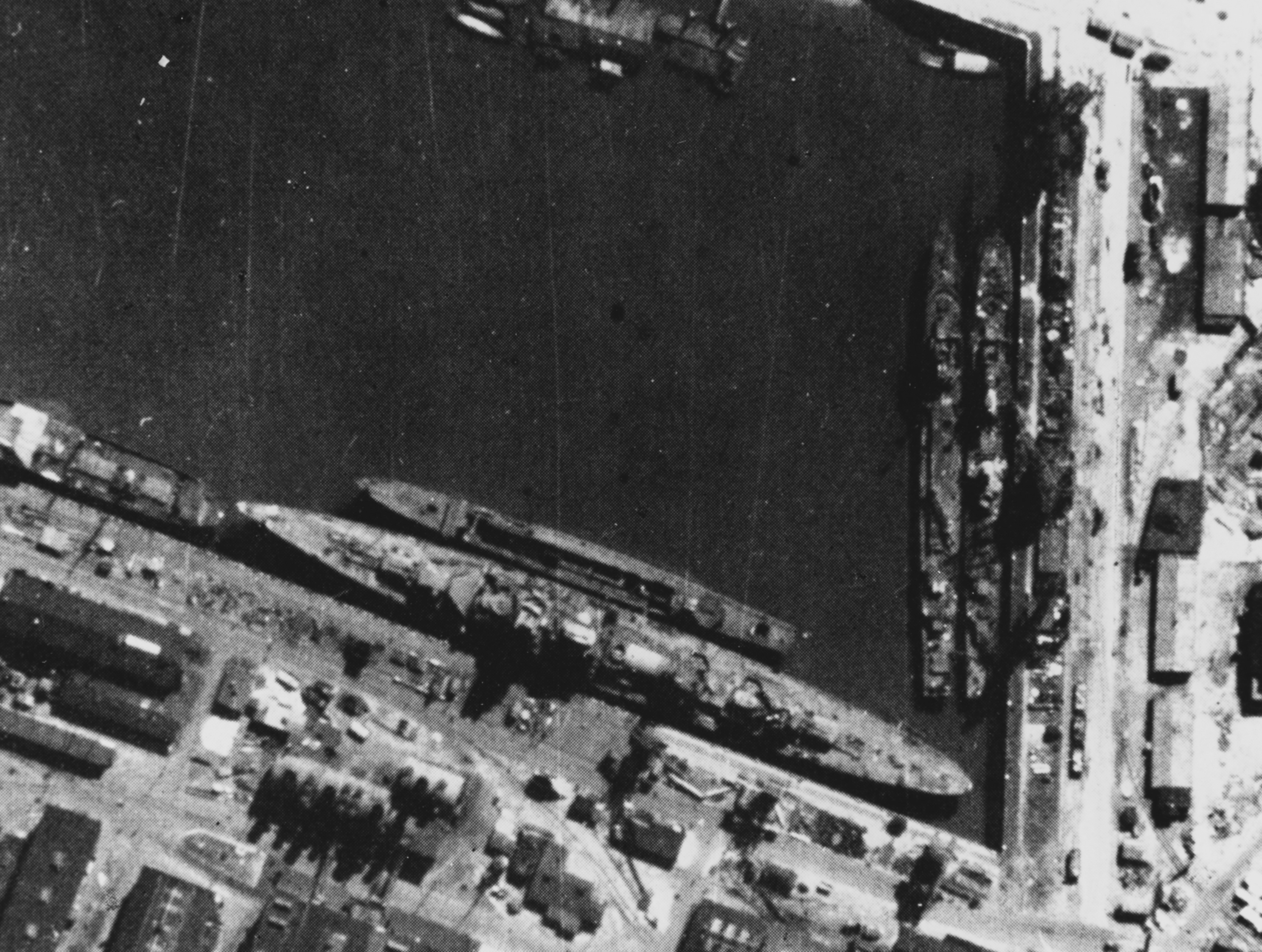
未成に終わったザイドリッツ
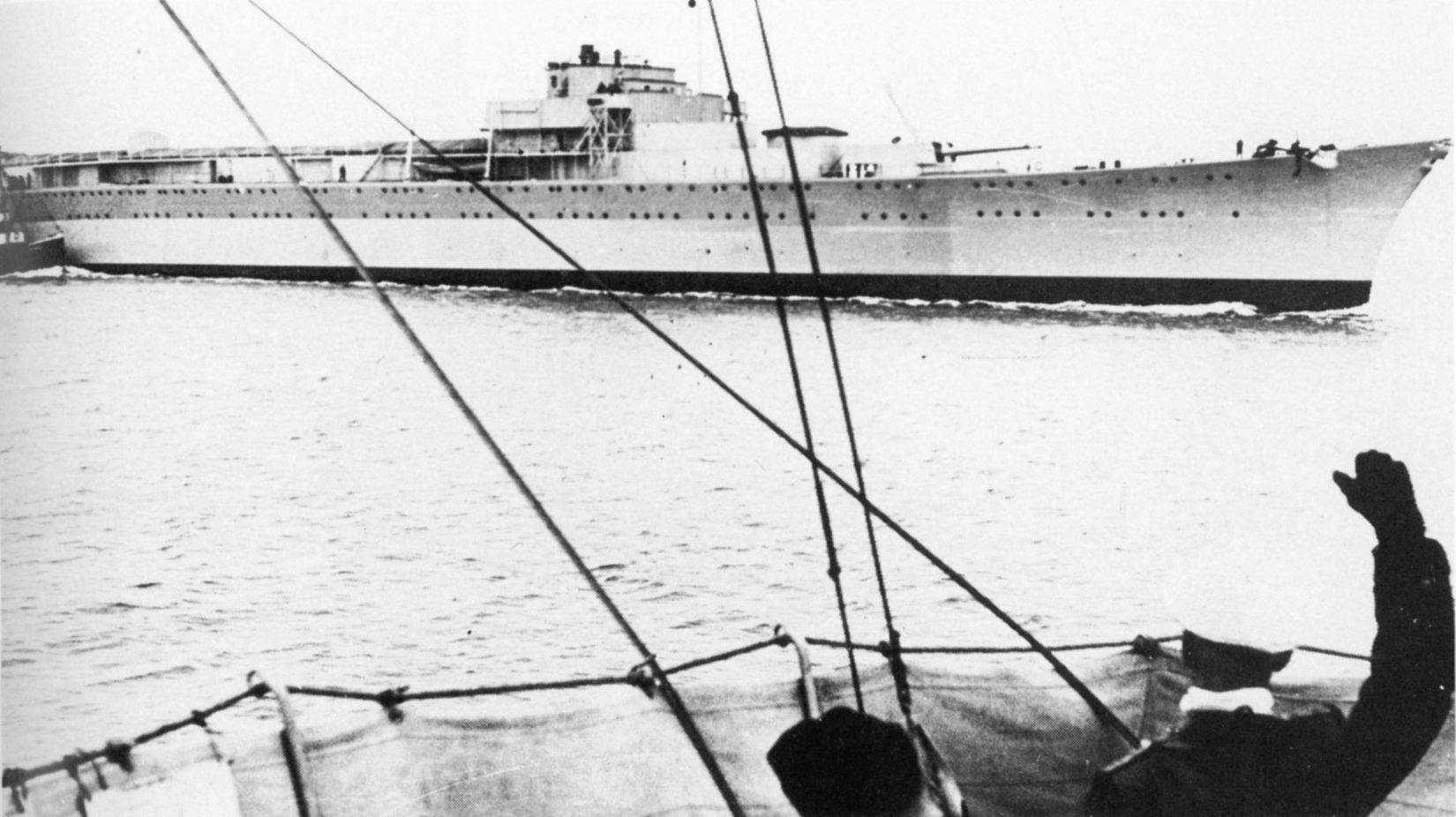
未成に終わったリュッツオウ

## 参考図書
- 「世界の艦船 1986年1月増刊号 近代巡洋艦史」（海人社）
- 「世界の艦船 2010年1月増刊号 近代巡洋艦史」（海人社）
- 「世界の艦船増刊　イタリア巡洋艦史」（海人社）
- 「歴史群像シリーズ 世界の重巡洋艦パーフェクトガイド」（学習研究社）